# Långmyrtjärnen (Överluleå socken, Norrbotten)
Långmyrtjärnen är en sjö i Bodens kommun i Norrbotten och ingår i Alterälvens huvudavrinningsområde.